# Moctezuma (álbum)
Moctezuma es el tercer álbum de estudio de la banda mexicana Porter, lanzado en el año 2014. El álbum fue nombrado así por Moctezuma Xocoyotzin, gobernante de Tenochtitlán. Por medio de este álbum, Porter nos narra la conquista de México, de forma casi cronológica. En 2015 el álbum fue nominado en los Latin Grammys a Mejor Álbum Alternativo.

## Lista de canciones[3]
| N.º | Título            | Duración |  |
| 1.  | «Murciélago»      | 4:33     |  |
| 2.  | «M Bosque»        | 6:00     |  |
| 3.  | «Huitzil»         | 4:04     |  |
| 4.  | «La China»        | 5:44     |  |
| 5.  | «Rincón Yucateco» | 4:29     |  |
| 6.  | «Huracancún»      | 5:22     |  |
| 7.  | «Tzunami»         | 4:58     |  |
| 8.  | «Palapa»          | 5:45     |  |